# The Quest (Yes)
The Quest è il ventiduesimo album in studio del gruppo musicale inglese Yes. Pubblicato nel 2021, è l'ultimo lavoro registrato dallo storico batterista Alan White, deceduto l'anno seguente.

## Tracce

### CD 1
1. The Ice Bridge
  - a) Eyes East
  - b) Race Against Time
  - c) Interaction – 7:01 (Jon Davison, Francis Monkman, Geoff Downes)
2. Dare to Know – 6:00 (Steve Howe)
3. Minus the Man – 5:35 (Davison, Billy Sherwood)
4. Leave Well Alone
  - a) Across the Border
  - b) Not for Nothing
  - c) Wheels – 8:06 (Howe)
5. The Western Edge – 4:26 (Davison, Sherwood)
6. Future Memories – 5:08 (Davison)
7. Music to My Ears – 4:41 (Howe)
8. A Living Island
  - a) Brave the Storm
  - b) Wake Up
  - c) We Will Remember – 6:52 (Davison, Downes)

### CD 2 (Disco bonus)
1. Sister Sleeping Soul – 4:51 (Davison, Howe)
2. Mystery Tour – 3:33 (Howe)
3. Damaged World – 5:20 (Howe)